# Свистовка (Красненский район)
Свистовка — село, небольшой населённый пункт на северо-востоке Белгородской области. Административно село находится на территории Красненского района.

## История
Первые упоминания о селе относятся к 1744 году. В документах ревизии податного сословия деревня упоминается, как ново-поселённая, в то время деревня имела другое название- Красный колодезь, по Спискам населённых мест Воронежской губернии 1859 года у села есть ещё и третье название — Святовка .Первое своё название село получило по имени ручья на котором оно располагалось . Согласно ревизии 1763 года в селе Красный Колодезь было 8 дворов и 41 душа мужского пола. В селе проживали несколько семей крепостных крестьян, принадлежавших Синельниковой из города Острогожск. Административно населённый пункт располагался на территории Коротоякского уезда Воронежской губернии. Волостное управление находилось в селе Колбино(с 1859 года). Церкви в селе не было, жители были приписаны к приходу Христо-Рождественского храма, расположенного в селе Горки в пяти километрах, после 1 мировой войны в селе возникла община христиан-баптистов.
Село основали государственные крестьяне(однодворцы) Коротоякского уезда Воронежской губернии. Наличие естественных пастбищ и лугов, обусловило занятие жителей села скотоводством. Ещё в 1970-х годах прошлого века, примерно на 100 дворов приходилось около 2000 овец в личных хозяйствах, и около 5000 овец в обобществлённом секторе. Количество КРС достигало 200 голов в личных хозяйствах и 600 голов на колхозной ферме. Имелись два табуна рабочих лошадей, количеством до 80-ти голов.
Количество дворов в разные годы .
1744-6
1763-8
1795-16
1812-21
1859-36
1885-45
1900-52
1906-65
1926—102
1943—121
На развитие села огромное влияние оказали правительственные мероприятия по расселению малоземельных крестьян, как в царские времена, так ив советское время. До революции было несколько переселений жителей села в Приморье, на Кубань, Алтай и Урал, а в советское время несколько десятков семей из Свистовки и соседней Киселёвки были переселены в Крым и Поволжье.
В 1895 году в селе была открыта церковно-приходская школа. В 1908 году было построено новое здание земской начальной школы, в 1909 году школе было присвоено имя Петра Великого, в честь 200 летия победы в Полтавской битве. В период с 1928 до середины 60-х годов, в школе проходили обучение дети из пяти населённых пунктов, Свистовки, Киселёвки, Малиново, Редкодуба и Красной Левады. Среди выпускников школы есть заслуженные художники, поэты, заслуженный работник пищевой промышлености, профессора, кандидаты наук и очень много замечательных людей, которыми может гордиться не только малая родина, но и вся Россия. Несмотря на то, что в середине 1960-х село было признано «неперспективным», Свистовка развивалась, были построены новые корпуса МТФ, новая мехмастерская, кормоцех, столовая для колхозников, дом культуры. К сожалению сегодня деревня переживает не лучшие времена, население сильно сократилось, сегодня в ней проживают около 170 человек, примерно столько, сколько было в конце 18 века.
До 1964 года в селе существовало сельхозпредприятие-колхоз Восход, в этом же году оно было объединено с колхозом Маяк с центром в селе Красное. В настоящее время сельхозпредприятия на территории населённого пункта не существует, земли переданы в долгосрочную аренду сторонним предприятиям.

## География
Свистовка расположена в балке Большой лог, в 9-ти километрах на север от районного центра село Красное.
К балке Большой Лог в центре села примыкают ещё две балки, образуя своеобразную котловину, в которой и расположилось село. С юга на север протекает сильно обмелевший ручей, который через 2 километра впадает в искусственное водохранилище, излюбленное место отдыха жителей окрестных деревень. Близ села имеются мощные выходы меловых пластов, пригодные для промышленного использования, а также у урочища Конищево имеются небольшие выходы железной руды, которые в настоящее время не имеют промышленного значения.
Недалеко от села находится природно-ландшафтный памятник, где на территории Государственного природного заказника «Урочище „Большой Лог“» в семьдесят гектар, сосредоточена реликтовая растительность «сниженные альпы», характерная для альпийских лугов.

## Население
| 1859 | 2002 | 2010 |
| ---- | ---- | ---- |
| 412  | ↘185 | ↘124 |

## Инфраструктура
В селе имеется школа, дом культуры, фельдшерско-акушерский пункт и библиотека.

## Радио
- 73,88 Радио России
- 105,9 Радио 31